# Acide orthoarsénieux
L'acide orthoarsénieux  est un acide de formule brute H3AsO3.

## Propriétés physco-chimiques
Deux possibilités existent concernant la configuration de la molécule : une configuration pyramidale avec l'atome d'arsenic occupant un des sommets et trois groupes hydroxyles, ou alors une configuration tétraédrale avec l'atome d'arsenic au centre, deux groupes hydroxyles, un hydrogène et un oxygène occupant les quatre sommets. Cet isomère est connue sous le nom d'acide arsonique.